# 콜다

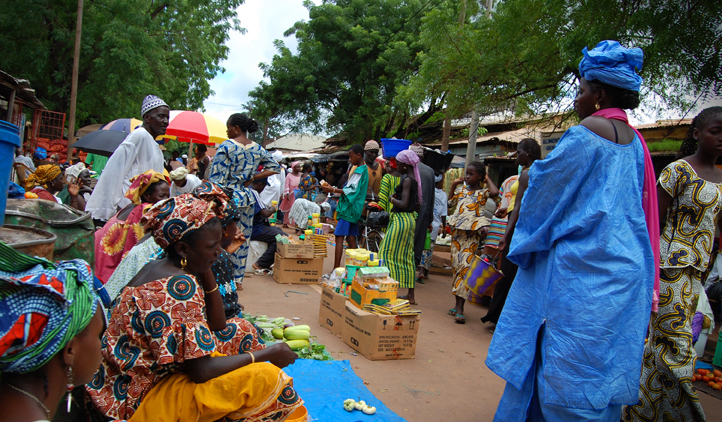

콜다(Kolda)는 세네갈 남부에 위치한 도시로, 콜다 주의 주도이며 인구는 62,258명(2007년 기준)이다. 식생과 강수량이 풍부하며 6월부터 10월까지는 우기, 11월부터 5월까지는 건기를 띤다. 풀라니족이 다수를 차지한다.